# Methanosarcina barkeri
Methanosarcina barkeri är en arkéart inom släktet Methanosarcina och fylumet Euryarchaeota. Arten breskrevs av Balch et al. år 1979. Artens genom är ca 4,8 Mb långt och innehåller ca 3600 gener.